# Фраксионамијенто Колинас дел Параисо Потреро Ларго (Тотолапан)
Фраксионамијенто Колинас дел Параисо Потреро Ларго (шп. Fraccionamiento Colinas del Paraíso Potrero Largo) насеље је у Мексику у савезној држави Морелос у општини Тотолапан. Насеље се налази на надморској висини од 1870 м.

## Становништво
Према подацима из 2010. године у насељу су живела 3 становника.

### Хронологија
| Година       | 2000         | 2005 | 2010 |
| ------------ | ------------ | ---- | ---- |
| Становништво | 23 (11 / 12) | 4    | 3    |

### Попис
| # | Индикатор                     | Вредност |
| - | ----------------------------- | -------- |
| 1 | Укупно домаћинстава           | 31       |
| 2 | Укупно насељених домаћинстава | 1        |
| 3 | Величина локације             | 1        |